# Nordby (Samsø)
Nordby is een plaats in de Deense regio Midden-Jutland, gemeente Samsø. De plaats telt 257 inwoners (2008).
Zoals de naam aangeeft, ligt Nordby in het noorden van Samsø. Het bevindt zich op het noordelijke schiereiland dat door een landengte met de rest van het eiland verbonden is. Ten westen van Nordby ligt de haven Mårup, ten zuidoosten het noordelijke uiteinde van Stavns Fjord. Centraal in het dorp staat een klokkentoren, die in de 19de eeuw gebouwd werd omdat het dorpskerkje twee kilometer van het dorp verwijderd ligt, waardoor de kerkklok op winderige dagen vanuit Nordby niet hoorbaar was. Voor toeristische doeleinden wordt de klok in het torentje tweemaal daags geluid. Daarnaast heeft Nordby een openbare volkstuin, waarin fruitbomen en diverse cultivars worden gekweekt, en een monument ter gedachtenis aan de hereniging van Zuid-Jutland met Denemarken in 1920.
Nordby is de eindhalte van beide buslijnen op Samsø.